# St. George, South Carolina
St. George är administrativ huvudort i Dorchester County i South Carolina. En av årets höjdpunkter i St. George är World Grits Festival i april. Enligt 2020 års folkräkning hade St. George 1 843 invånare.